# He Cui
He Cui (chin.: 何粹, * 1969 in Changsha) ist ein chinesischer Shengspieler, Musikpädagoge und -produzent.
He erlernte als Kind das Erhu-Spiel von seinem Vater. Erst am Konservatorium von Wuhan lernte er die Sheng kennen, deren Spiel er zu Beginn seines Studiums am Zentralkonservatorium von Peking 1988 vollkommen beherrschte. Seit 1992 unterrichtet er hier, zudem war er von 1997 bis 2007 Vizepräsident des Beijing Global Audio-Visual Publishing House, des größten chinesischen Verlagshauses für Materialien für den Kunstunterricht. 2001 absolvierte er ein EMBA (Executive Master of Business Administration) -Studium an der Guanghua School of Management der Peking-Universität. Ab 2005 war er Assistent des Präsidenten des Zentralkonservatoriums, seit 2009 ist er dessen Vizepräsident. 
Als Sheng-Spieler trat He u. a. in Peking, Wuhan and Guangzhou auf. Für sein Soloalbum Phoenix Spread Its Wings erhielt er 1995 den Ehrenpreis der International Chinese Instruments Competition. Von 2002 bis 2004 war er Mitglied von Yo-Yo Mas Silk Road Ensemble. Auf dessen Tourneen durch die USA und Europa spielte er u. a. Zhao Jipings Komposition Moon Over the Guan Mountains und Jia Daquns The Prospect of Colored Desert.